# وانگلنشتدت
وانگلنشتدت (به آلمانی: Wangelnstedt) یک شهر در آلمان است که در هولتسمیندن واقع شده‌است. وانگلنشتدت ۶۶۷ نفر جمعیت دارد.